# Lúcia Murat
Lúcia Murat de Vasconcelos (Río de Janeiro, 24 de octubre de 1948) es una directora de cine brasilera que participó en la lucha armada contra la dictadura militar que gobernó su país entre 1964 y 1985.

## Actividad profesional
Su padre era un médico vinculado a la izquierda política. Ingresó a la Universidad en 1967 para estudiar Economía y participó del movimiento estudiantil. Después que la dictadura militar surgida del Golpe de Estado de 1964, sancionó 13 de marzo de 1968 el Acto Institucional Número Cinco solapándose a la Constitución del 24 de enero de 1967, así como a las constituciones provinciales, daba poderes extraordinarios al Presidente de la República y suspendía varias garantías constitucionales. Decidió en diciembre de 1968 integrarse a la lucha armada ingresando en la organización guerrillera MR-8. Fue apresada y sufrió torturas, permaneciendo detenida tres años y medio en el barrio Villa Militar, de Río de Janeiro, y en el Complejo Penitenciario de Gericinó. Esta experiencia influenció fuertemente su obra, su película Que Bom Te Ver Viva (1989) es un compendio de historias, relatos y recuerdos de sus años de prisión, en Casi hermanos (2004), que en el Festival Internacional de Cine de Mar del Plata fue galardonado con el Premio a la Mejor Película Iberoamericana del jurado oficial y el Premio a la Mejor Película por el jurado popular, trata sobre dos amigos de la infancia que toman caminos diferentes –uno se convierte en un poderoso traficante de drogas y el otro es elegido senador- que en la década de 1970 se reencuentran en la prisión de Isla Grande donde convivían presos comunes y políticos.
En 2011, ganó diversos premios en el Festival de Cine de Gramado con la película Uma Longa Viagem, un documental que retratan las diferentes perspectivas de la juventud de las décadas de 1960 y 1970 a través de los recuerdos de Heitor Murat Vasconcellos, uno de los hermanos de Lúcia Murat, que fue enviado por su familia a Londres para que no se involucrara en la lucha armada en Brasil, en contrapunto a las vivencias de la directora en prisión, contada a través de reportajes, cartas enviadas por Heitor e imágenes de archivo. En 2013 estrenó A Memória que me Contam, Este filme de ficción está inspirado en la figura de Vera Silvia Magalhaes, una guerrillera que participó en 1969 en el secuestro del embajador de Estados Unidos en Brasil e incluye las reflexiones en la actualidad de exguerrilleros sobre las decisiones que tomaron en el pasado, exponiendo distintos puntos de vista sobre la revolución y la lucha armada, y también sobre otros temas como el amor y el sexo, así como diálogos con las nuevas generaciones.

## Filmografía
Directora
- Ana. Sem título (2020)
- Plaza París (2019)
- Em Três Atos (2015) (documental)
- A Nação Que Não Esperou Por Deus (2015) (documental)
- Memorias cruzadas (2013)[2][6]
- Uma Longa Viagem (2011) (documental)
- Maré, Nossa História de Amor (2007)
- Olhar Estrangeiro (2006)
- Casi hermanos (2004)
- Brava Gente Brasileira (2000)
- Dulces Poderes (1997)
- Oswaldianas (1992) (segmento "Daisy das Almas Deste Mundo")
- Que Bom Te Ver Viva (1989)
- O Pequeno Exército Louco (1984) (documental)

Guionista
- Plaza París (2019)
- Em Três Atos (2015) (documental)
- A Nação Que Não Esperou Por Deus (2015) (documental)
- Memorias cruzadas (2013)[2][6]
- Uma Longa Viagem (2011) (documental)
- Maré, Nossa História de Amor (2007)
- Olhar Estrangeiro (2006)
- Casi hermanos (2004)
- Brava Gente Brasileira (2000)
- Dulces Poderes (1997)
- Oswaldianas (1992) (segmento "Daisy das Almas Deste Mundo")
- Que Bom Te Ver Viva (1989)
- O Pequeno Exército Louco (1984) (documental)

Productor
- Nadie nos mira (2018)
- Em Três Atos (2015) (documental)
- A Nação Que Não Esperou Por Deus (2015) (documental)
- Memorias cruzadas (2013)
- Historias que sólo existen al ser recordadas (2011)
- Uma Longa Viagem (2011) (documental)
- Maré, Nossa História de Amor (2007)
- Olhar Estrangeiro (2006)
- Casi hermanos (2004)
- Brava Gente Brasileira (2000)
- Que Bom Te Ver Viva (1989)
- O Pequeno Exército Louco (1984) (documental)

Aparición como ella misma
- Rio Sex Comedy (2010)